# هوهنوارته
هوهنوارته (به آلمانی: Hohenwarte) یک شهر در آلمان است که در تورینگن واقع شده‌است. هوهنوارته ۱۳۷ نفر جمعیت دارد.